# Newcastle-i metró
A Newcastle-i metró, hivatalos nevén Tyne and Wear Metro Anglia Newcastle upon Tyne városában és környékén található metróhálózat/light rail, amely Newcastle-ön kívül Gateshead-et, North és South Tyneside-ot, valamint Sunderland-et szolgálja ki. Mindössze két vonalból áll, melyen 60 állomás található. A hálózat teljes hossza 77,5 km. Ezt tartják az Egyesült Királyság első modern light rail hálózatának.
A vágányok 1435 mm-es nyomtávolságúak, az áramellátás felsővezetékről történik, a feszültség 1500 V egyenáram. Éves utasforgalma 33 100 000 fő (2019).

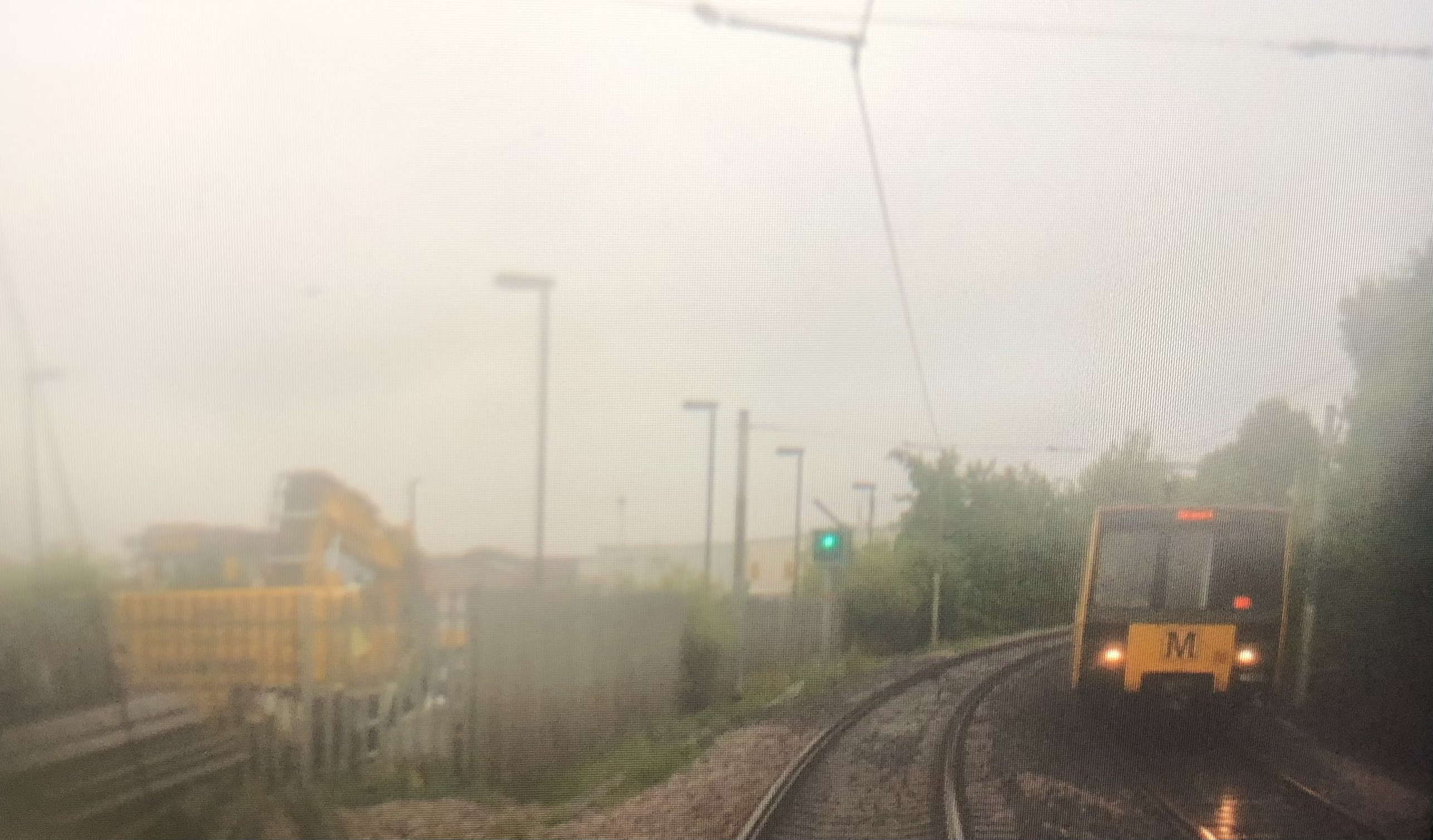
A Newcastle-i metró járműve a Zöld vonal Regent Centre állomása előtt, a repülőtér felé haladva.

A forgalom 1980 augusztus 11-én indult el.

## Története

### Előzmények
A hálózat a korábbi Tyneside Electrics gyorsvasúti rendszer külvárosi infrastruktúráját használja. Ezek többnyire 1834 és 1882 között készültek, és a Tyne folyó északi oldalán található szakasz 1904-ben, a déli oldalon lévő South Shields-i vonal 1938-ban a North Eastern Railway által, 600 V-os harmadik sínnel lettek villamosítva.
A British Rail időszakában, az 1960-as években a hálózat áramtalanításáról döntöttek, az utasszám csökkenése és az elhasználódott elektromos infrastruktúra és a gördülőállomány megújításának költségei miatt. 1963 és 1967 között dízelüzeművé alakították a hálózatot, amely nagy minőségi visszaesés volt a lecsökkent sebesség miatt.

### Tervezés és építés
A rossz minőségű helyi közlekedést a régió gazdaságát hátráltató egyik fő tényezőként tartották számon. 1971-ben megjelent a  Tyneside Passenger Transport Authority (ma Nexus) tanulmánya a közlekedési rendszer javításának lehetőségeiről. Ez a tanulmány a súlyosan leromlott korábbi Tyneside Electrics hálózat újjáélesztését javasolta elektromos gyorsszállítási rendszerré alakítva, amely új földalatti szakaszt tartalmazna Newcastle és Gateshead forgalmas központi területeinek jobb kiszolgálása érdekében, mivel a régi vasúthálózat nem szolgálta ki megfelelően a területeket. Ezt az új rendszert egy integrált közlekedési hálózat központi jelentőségű részeként tervezték meg, ahol a buszjáratok kiegészítő, rá- és elhordó közlekedési eszközökként funkcionálnak, elszállítva az utasokat a kisebb forgalmú területekről az állomásokhoz. A jelenlegi könnyűmetrót 1974-ben kezdték építeni. Az építés során számos új híd és alagút is épült, amelyek meglévő, de átalakított hagyományos vasútvonalakhoz kapcsolódtak.